# Marzena Sowa

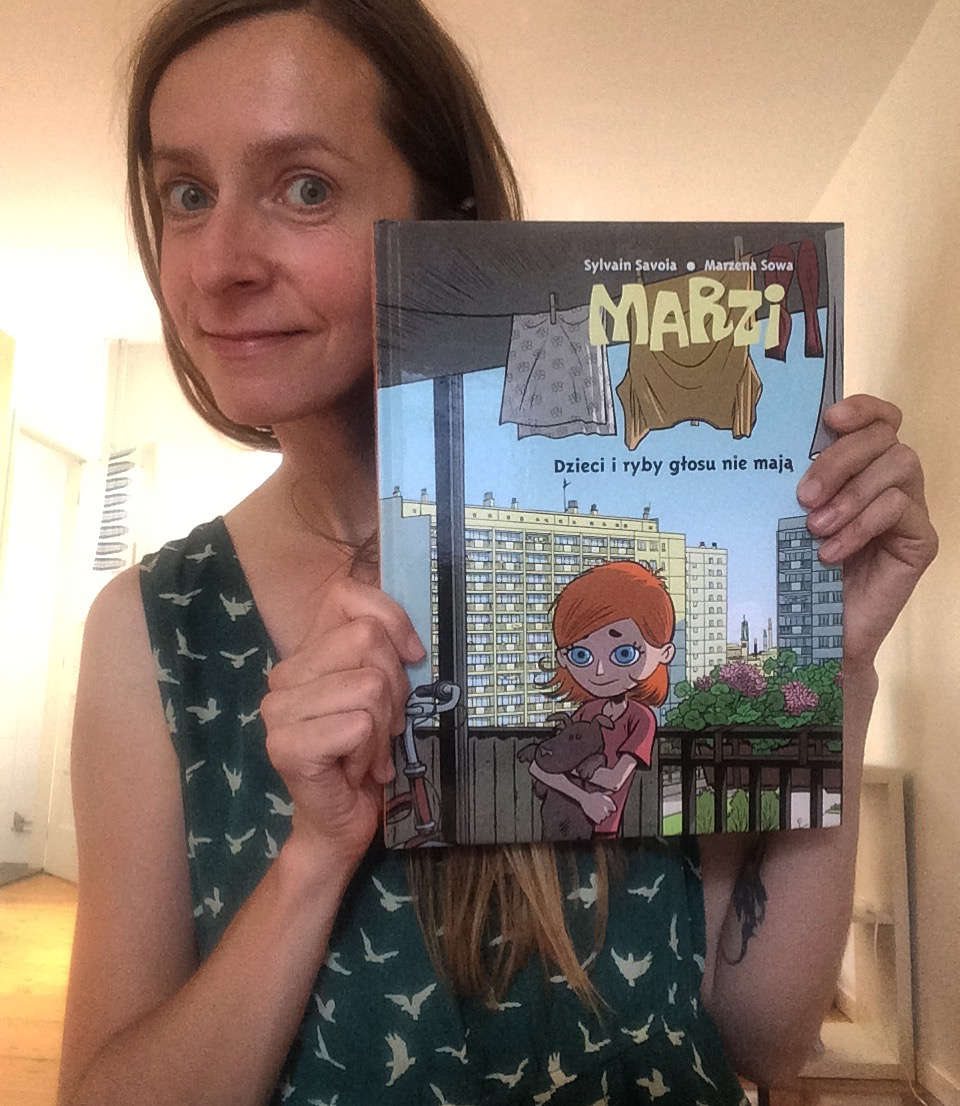
Marzena Sowa.

Marzena Sowa (1979, Stalowa Wola) - autora polaca de tebeos. Desde 2001 vive en Francia.
Estudió filología románica en la Universidad Jagellonica de Cracovia y luego en la Universidad Michel de Montaigne en Burdeos.
Es el autor de la autobiográfica comics "Marzi". Describe Polonia en la época del comunismo en los años 80 observada desde punto de vista de una niña pequeña (ella misma).
Hasta ahora, seis volúmenes de libros de historietas fueron publicadas (Dupuis/Francia). 
Existen también traducciones en polaco y en español.
El autor de los dibujos es Sylvain Savoia - pareja de Marzena Sowa.

## Libros
- Marzi:
  - Petite Carpe, vol. 1, Dupuis, 2005
  - Sur la terre comme au ciel, vol. 2, Dupuis, 2006
  - Rezystor, vol. 3, Dupuis, 2007
  - Le Bruit des villes, vol. 4, Dupuis, 2008 (tirage de tête, Éditions de la Gouttière, 2008)
  - Pas de liberté sans solidarité, vol. 5, Dupuis, 2009
  - Tout va mieux..., vol. 6, Dupuis, 2011
  - La Pologne vue par les yeux d'une enfant (complete volume 1), Dupuis, 2008
  - Une enfant en Pologne (complete volume 2), Dupuis, 2009